# Lendestraat
De Lendestraat is een straat in Brugge.

## Beschrijving
De oorspronkelijke naam van het straatje luidde Lendinbaststraetkin. Deze naam komt overeen met 'lindebast' of 'lindeschors'. Er is geen verklaring gevonden voor deze benaming.
Karel De Flou vermeldde twee documenten betreffende dit straatje:
- 1550: 't Lendestraetkin en Lendestraetkin.

De verklaring van De Flou was dat het hier om een lende ging, met andere woorden een grond die van een hoogte zachtjes neerwaarts glooit. De straat liep inderdaad van de Zuidzandstraat naar de wat lager gelegen Korte Vuldersstraat. Albert Schouteet trad deze uitleg bij, maar Frans Debrabandere schrijft dat hij nooit ergens het woord 'lende' in die betekenis heeft aangetroffen.
Karel Verschelde en Adolf Duclos hielden als alternatieve uitleg voor dat daar een woning met de naam De Lende stond.
Bij de vaststelling van de straatnamen in 1792 maakte het stadsbestuur er Lindenstraat van, in het Frans Rue des Tilleuls.
Bij de herziening in 1936 werd het opnieuw Lendestraat.
De Lendestraat loopt van de Zuidzandstraat naar de Korte Vuldersstraat.
Een van de laatste 'heksen' in Brugge woonde in de Lendestraat: Mayken Karrebrouck.

## Literatuur

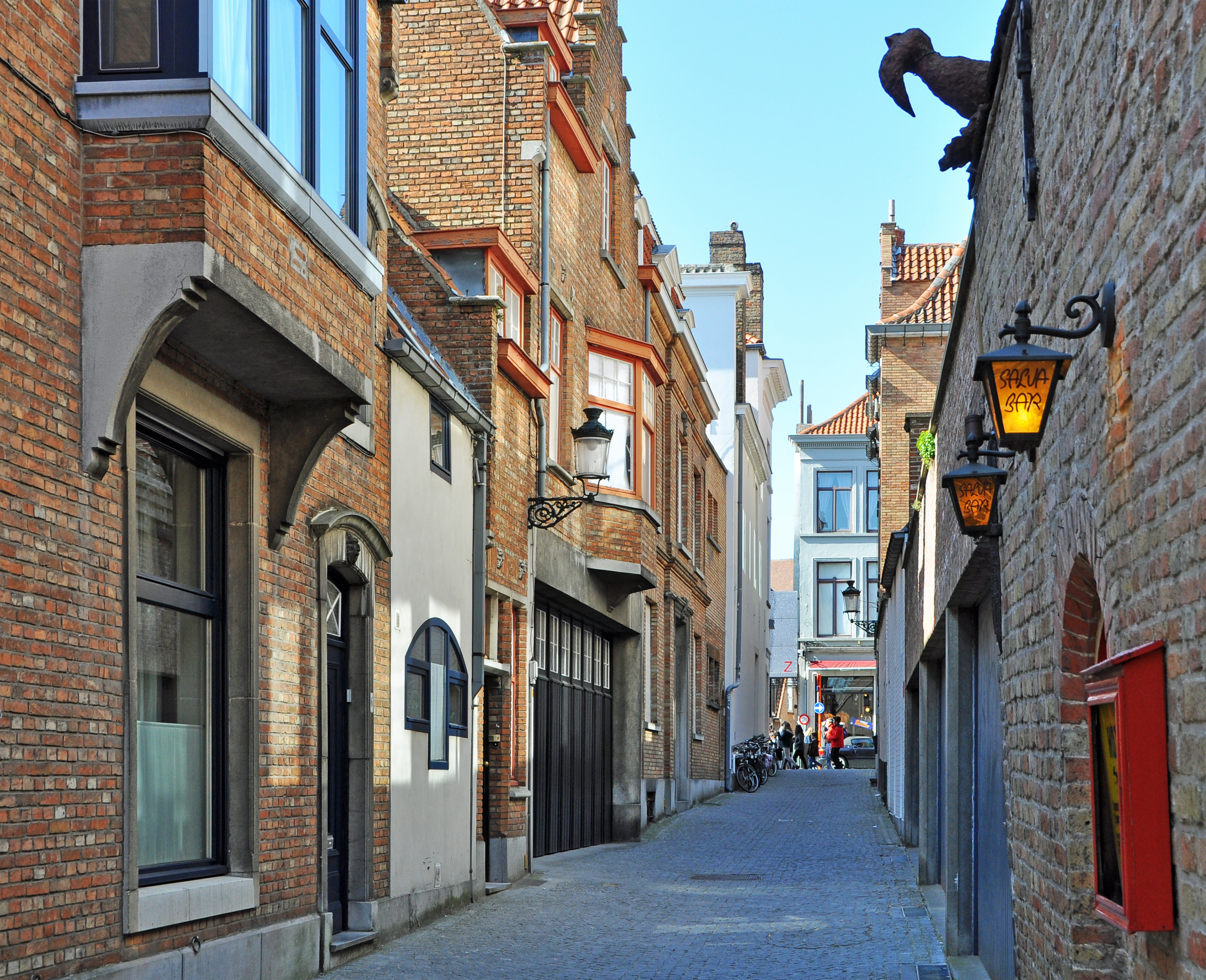
De Lendestraat, gezien van uit de Korte Vuldersstraat
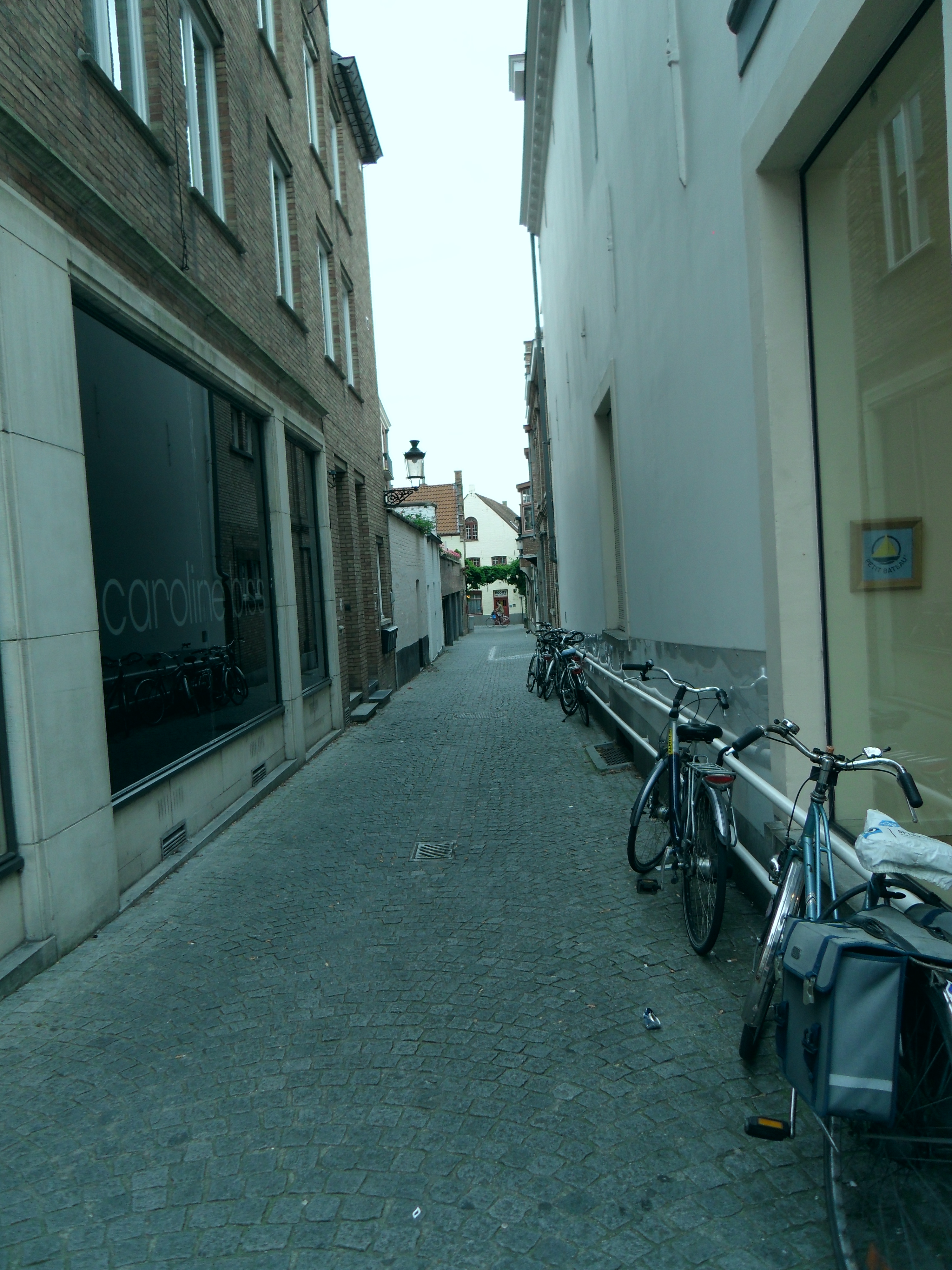
De Lendestraat, gezien van uit de Zuidzandstraat